# Stephen Boyd
Stephen Boyd, född 4 juli 1931 i Glengormley, County Antrim, död 2 juni 1977 i Northridge, Los Angeles, Kalifornien, var en nordirländsk-amerikansk skådespelare.

## Filmografi
- Kniven på strupen (1977)
- Djävulen i djupet (1976)
- Frauenstation (1975)
- Lady Dracula (1975)
- Kämpa dumskalle (1973)
- Mannen med guldkulorna (1973)
- Dödsagenterna (1973)
- Key West (1973)
- Låt maskingevären tala (1972)
- Kill (1971)
- Carter's Army (1970)
- Slaves (1969)
- Specialuppdrag K Secret Service (1968)
- Shalako (1968)
- Attack mot Royal Bank (1966)
- Djävulens blomma (1966)
- Bibeln... i begynnelsen (1966)
- Vägen till Oscar (1966)
- Den fantastiska resan (1966)
- Djingis Khan (1965)
- Död mans hemlighet (1964)
- Romarrikets fall (1964)
- Venere imperiale (1963)
- Polisinspektören (1962)
- Sol och vår och kär (1962)
- Det stora vågspelet (1960)
- Lågor över vildmarken (1959)
- Ben-Hur (1959)
- Alla mina drömmar (1959)
- Månskensjuvelerna (1958)
- Bravados (1958)
- Ön i solen (1957)
- Under jorden i Marseille (1957)
- Ett fartyg har sjunkit (1965)
- Djävulspatrullen (1956)
- Mannen som inte fanns (1955)
- Det ska' va' en krokodil i år (1955)